# فيلي كوك
فيلي كوك (بالإنجليزية: Willie Cook)‏ (11 مارس 1906 بدندي في المملكة المتحدة - 1 يونيو 1981) هو لاعب كرة قدم بريطاني (وحمل سابقاً جنسية المملكة المتحدة لبريطانيا العظمى وأيرلندا) في مركز جناح ‏. شارك مع منتخب اسكتلندا لكرة القدم. أما مع النوادي، فقد لعب مع بولتون واندررز ودندي يونايتد ونادي بلاكبول ونادي دندي ونادي ريدنغ وDundee North End F.C. ‏ وفورفار أثلتيك ‏ ورابطة كرة القدم الاسكتلندية الحادية عشر ‏.

## وصلات خارجية
- فيلي كوك على موقع قاعدة بيانات كرة القدم.إي يو (الإنجليزية)